# Szojuz TM–12
Szojuz TM–12 háromszemélyes szovjet szállító űrhajó.

## Küldetés
A kibővített Interkozmosz program keretében a 12. expedíció a Mir űrállomásra. Helen Sharman űrhajósnő az első angol a világűrben. A Mir-űrállomáson előírt kutatási programot hajtott végre. Több program közül az egyik, az űrhajósok életminőségének (az élettel, életfeltételekkel kapcsolatos elégedettségről és a boldogságról) értékelésével foglalkozott.

## Jellemzői
1991. május 18-án a Bajkonuri űrrepülőtérről indult. Az orbitális egység pályája 92.4 perces elliptikus pálya-perigeuma 389 kilométer, apogeuma 397 kilométer volt. Összesen 2260 alkalommal kerülte meg a Földet. Összesen 144 napot, 17 órát, 21 percet és 50 másodpercet töltött a világűrben. Hasznos tömege 7160 kilogramm. 1991. október 10-én Arkalik városától, hagyományos, ejtőernyős leereszkedéssel 61 kilométerre ért Földet.

## Személyzet

### Felszálló
- Anatolij Pavlovics Arcebarszkij küldetésfelelős parancsnok
- Szergej Konsztantyinovics Krikaljov fedélzeti mérnök
- Helen Sharman kutatóűrhajós

### Leszálló
- Anatoli Pavlovics Arcebarszkij küldetésfelelős
- Toktar Ongarbajuli Aubakirov visszatérő mérnök-kutató
- Franz Artur Viehböck visszatérő osztrák kutató-mérnök

### Tartalék személyzet
- Alekszandr Alekszandrovics Volkov küldetésfelelős parancsnok
- Alekszandr Jurjevics Kaleri fedélzeti mérnök
- Timothy Kristian Charles Mace angol kutatóűrhajós